# Bultei
Bultei (en sardo: Bortèi) es un municipio de Italia de 1.206 habitantes en la provincia de Sassari, región de Cerdeña.
Se encuentra situado a los pies de una cadena montañosa. Las viviendas de la localidad se caracterizan por estar dispuestas en forma de herradura, y en su casco histórico todavía se erigen varios palacios del siglo IX. Entre los edificios destaca la iglesia de San Saturnino di Usolvisi. El día 31 de diciembre se celebra la denominada fiesta de la familia.
Entre el múltiple testimonio prehistórico cabe nombrar las nuragas «Puddighinu Alto», «Puddighinu Basso» y «Nurchidda», y la domus de janas «Sa Mandra e Giosso». De la época antigua se distinguen las antiguas termas romanas «Aquae Lesitanae».

## Evolución demográfica
| Gráfica de evolución demográfica de Bultei entre 1861 y 2001 |
|                                                              |
| Fuente ISTAT - elaboración gráfica de Wikipedia              |